# Tunjungtejo
Tunjungtejo is een bestuurslaag in het regentschap Purworejo van de provincie Midden-Java, Indonesië. Tunjungtejo telt 708 inwoners (volkstelling 2010).